# Luciano Giovannetti (biskup)
Luciano Giovannetti (ur. 26 lipca 1934 w Civitella in Val di Chiana, zm. 29 czerwca 2024 w Arezzo) – włoski duchowny rzymskokatolicki, w latach 1981–2010 biskup Fiesole.

## Życiorys
Święcenia kapłańskie przyjął 15 czerwca 1957. 15 lutego 1978 został mianowany biskupem pomocniczym Arezzo ze stolicą tytularną Zaba. Sakrę biskupią otrzymał 8 kwietnia 1978. 27 maja 1981 objął rządy w diecezji Fiesole. 13 lutego 2010 przeszedł na emeryturę.